# 4 bits

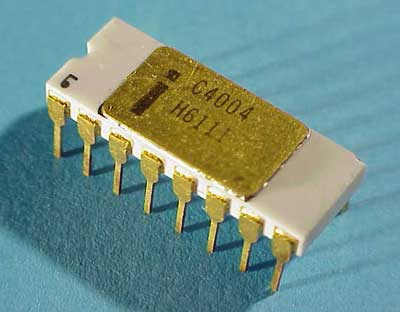
Intel 4004

En arquitectura de ordenadores, 4 bits es un adjetivo usado para describir enteros, direcciones de memoria u otras unidades de datos que comprenden hasta 4 bits de ancho, o para referirse a una arquitectura de CPU y ALU basadas en registros, bus de direcciones o bus de datos de ese ancho.
El Intel 4004, el primer microprocesador comercial de único chip, fue una CPU de 4 bits. (El F14 CADC fue creado un año antes, pero su existencia fue clasificado). También, el procesador Saturno HP48 (comúnmente utilizado en calculadoras científicas) es básicamente una máquina de 4 bits, aunque utiliza varias palabras múltiples juntas, por ejemplo, su direccionamiento de memoria es de 20 bits.

## Lista de CPUs de 4 bits

### CPUs de 4 bits de Intel
- Intel 4004
- Intel 4040
- Intel 4030
- Intel 4050

### CPUs de 4 bits deAtmel
MCUs para modulación de radiofrecuencia con arquitectura MARC4